# Железничка станица Голубинци
Железничка станица Голубинци је једна од железничких станица на прузи Београд-Шид. Налази се у насељу Голубинци у општини Стара Пазова. Пруга се наставља ка Путинцима у једном смеру, у другом  према Старој Пазови и у трећем према Инђији. Железничка станица Голубинци састоји се из 5 колосека.